# Saul Bass
Saul Bass (* 8. Mai 1920 in New York City, New York State; † 25. April 1996 in Los Angeles, Kalifornien) war ein US-amerikanischer Typograf, Grafikdesigner, Fotograf und Filmemacher.

## Leben
Saul Bass wurde 1920 im New Yorker Stadtteil Bronx geboren. Seine Eltern waren russisch-jüdische Einwanderer aus der Arbeiterklasse, die sein frühes Interesse an der Kunst förderten. Aufgrund der Großen Depression musste er die Schule als Sechzehnjähriger verlassen, arbeitete in einer Werbeagentur und besuchte Abendkurse zur Weiterbildung. Bass studierte von 1936 bis 1939 an der Art Students League und von 1944 bis 1946 am Brooklyn College in New York, wo er einen Kurs bei dem ungarischen Maler György Kepes (1906–2001) besuchte. Zunächst arbeitete Bass als freier Designer in New York. 1946 ging er nach Los Angeles. 1954 beauftragte ihn Otto Preminger, für seinen Film Carmen Jones die Titelsequenz zu gestalten. Es folgten 1955 Aufträge von Robert Aldrich, den Titel zu Hollywood-Story (The Big Knife) und, von Billy Wilder, den Vorspann für Das verflixte 7. Jahr (The Seven Year Itch) zu gestalten. Im selben Jahr entstand der vielbeachtete Vorspann zu Premingers Der Mann mit dem goldenen Arm, der Bass’ Renommee als Hollywoods hervorragender Titeldesigner festigte. Für Preminger gestaltete Bass sämtliche Filmtitel bis 1979 (Der menschliche Faktor, Premingers letztes Werk). Ebenfalls 1955 gründete Bass das Designstudio Saul Bass & Associates in Los Angeles, das 1981 in Bass Yager & Associates umbenannt wurde.

## Werk

Schriftzug des von Saul Bass gestalteten US-Filmplakats (1958)

Saul Bass zählt zu den innovativsten Designern und Filmemachern seiner Zeit. So sind seine Plakatentwürfe und Logoentwürfe für Filme wie zum Beispiel Bonjour tristesse, Der Mann mit dem goldenen Arm oder Exodus des Regisseurs Otto Preminger wegweisend. Überdies schuf er über 40 Filmvorspanne (Motion-Design), z. B. für Alfred Hitchcocks Psycho und Vertigo – Aus dem Reich der Toten.
1974 drehte er seinen einzigen eigenen Spielfilm: Phase IV handelt von einem Ameisenstaat in der Wüste von Arizona, der durch astronomische Phänomene mutiert und in der Nähe gelegene Menschensiedlungen angreift. Zwei Wissenschaftler versuchen von einem Forschungslabor aus, Kontakt zu den intelligenten Tieren aufzunehmen, haben gegen die Überzahl der Gegner letztendlich aber keine Chance. Während der Entdecker des Phänomens, Ernest Hubbs (Nigel Davenport), stirbt, wird sein Kollege James Lesko (Michael Murphy) zusammen mit einer vorher geretteten jungen Frau (Lynne Frederick) von den Ameisen unterjocht, um vielleicht eine neue Rasse unter der Herrschaft der Ameisen zu gründen. Neben der angenehm wenig reißerischen Inszenierung bleiben vor allem die fantastischen Insektenaufnahmen von Ken Middleham (Die Hellstrom-Chronik, Feuerkäfer) in Erinnerung.
Im Jahr 1964 war Saul Bass Teilnehmer der documenta III in Kassel. Im Jahr 1969 wurde er für den animierten Kurz-Dokumentarfilm Why Man Creates mit dem Oscar in der Kategorie „Bester Dokumentar-Kurzfilm“ ausgezeichnet; eine weitere Oscarnominierung erhielt er 1978 für Notes on the Popular Arts und 1980 für The Solar Film, beide Male in der Kategorie „Bester Kurzfilm“, bei letzterem gemeinsam mit Michael Britton. Im Jahr 1978 wurde er in die New York Art Directors Hall of Fame aufgenommen und 1988 mit dem Lifetime Achievement Award des Art Directors Club Los Angeles für sein Lebenswerk ausgezeichnet.
Die Filmtitel und Trailer von Bass in den 1960er Jahren gelten als ebenso stilprägend wie die Vorspanne des Titeldesigners Maurice Binder in den früheren James-Bond-Filmen.
Eine besondere Beziehung hatte Bass zu Alfred Hitchcock. Für ihn entwarf er nicht nur viele Filmtitel und Plakate, sondern wirkte überdies bei seinen Filmen mit. Zu Bass’ Mitarbeit an der legendären Duschszene in Psycho gab es im Nachhinein Kontroversen; seine Mitwirkung ist jedoch inzwischen durch Storyboards und Skizzen belegt worden.
Am Ende von Bass’ Karriere gab es eine kurze, aber fruchtbare Zusammenarbeit mit Martin Scorsese, der 1991 für Kap der Angst (Cape Fear), einer Neuverfilmung des Thrillers Ein Köder für die Bestie von 1962, nicht nur die damalige Filmkomposition nutzte, sondern auch optisch etwas Entsprechendes suchte – und mit Bass fand. Bass gestaltete noch kurz vor seinem Tode gemeinsam mit seiner Frau Elaine den vielbeachteten Vorspann zu Scorseses Casino von 1995.

Von Saul Bass gestaltete Logos
Bell, 1969
Minolta, 1981
AT&T, 1984

## Filmografie (Auswahl)

### Als Designer der Filmcredits
- 1954: Carmen Jones
- 1955: Hollywood-Story (The Big Knife)
- 1955: Der Mann mit dem goldenen Arm (The Man with the Golden Arm)
- 1955: Der Favorit (The Racers)
- 1955: Das verflixte 7. Jahr (The Seven Year Itch)
- 1955: In all diesen Nächten (The Shrike)
- 1956: In 80 Tagen um die Welt (Around the World in Eighty Days)
- 1956: Ardennen 1944 (Attack!)
- 1956: Storm Center
- 1957: Die heilige Johanna (Saint Joan)
- 1957: Ein Mann besiegt die Angst (Edge of the City)
- 1957: Stolz und Leidenschaft (The Pride and the Passion)
- 1957: Das nackte Gesicht (The Young Stranger)
- 1958: Bonjour Tristesse
- 1958: Cowboy
- 1958: Vertigo – Aus dem Reich der Toten (Vertigo)
- 1958: Weites Land (The Big Country)
- 1959: Anatomie eines Mordes (Anatomy of a Murder)
- 1959: Der unsichtbare Dritte (North by Northwest)
- 1960: Psycho
- 1960: Spartacus
- 1960: So eine Affäre (The Facts of Life)
- 1960: Exodus
- 1960: Frankie und seine Spießgesellen (Ocean’s Eleven)
- 1961: West Side Story
- 1961: Wilde Knospen (Something Wild)
- 1962: Sturm über Washington (Advise and Consent)
- 1962: Auf glühendem Pflaster (Walk on the Wild Side)
- 1963: Die Sieger (The Victors)
- 1963: Neun Stunden zur Ewigkeit (Nine Hours to Rama)
- 1963: Eine total, total verrückte Welt (It's a Mad, Mad, Mad, Mad World)
- 1963: Der Kardinal (The Cardinal)
- 1965: Erster Sieg (In Harm's Way)
- 1965: Bunny Lake ist verschwunden (Bunny Lake is Missing)
- 1966: Grand Prix
- 1966: Finger weg von meiner Frau (Not with My Wife, You Don’t!)
- 1966: Der Mann, der zweimal lebte (Seconds)
- 1971: So gute Freunde (Such Good Friends)
- 1976: That’s Entertainment, Part II
- 1979: Alien
- 1987: Nachrichtenfieber – Broadcast News (Broadcast News)
- 1988: Big
- 1989: Der Rosenkrieg (The War of the Roses)
- 1990: GoodFellas – Drei Jahrzehnte in der Mafia (Goodfellas)
- 1991: Kap der Angst (Cape Fear)
- 1991: Doc Hollywood
- 1992: Der letzte Komödiant – Mr. Saturday Night (Mr. Saturday Night)
- 1993: Zeit der Unschuld (The Age of Innocence)
- 1995: Higher Learning – Die Rebellen (Higher Learning)
- 1995: Casino

### Als Regisseur
- 1968: Why Man Creates (Kurzfilm)
- 1974: Phase IV
- 1978: Notes on the Popular Arts (Kurzfilm)
- 1979: The Solar Film (Kurzfilm)

## Schriftentwürfe
- 1982: Rainbow Bass

## Rezeption
Es gibt viele Filmvorspanne in heutiger Zeit, die sich an den grafischen Stil von Saul Bass anlehnen, speziell diejenigen, die in den 1960er Jahren spielen. Beispiele sind Catch Me If You Can (2002), X-Men: First Class (2011) und zur Fernsehserie Mad Men.
Anlässlich seines 93. Geburtstags am 8. Mai 2013 ehrte Google Saul Bass mit einem Google Doodle, in dem seine Filmvorspänne in abgewandelter Form in einem Kurzfilm (Länge: 1:21 Minuten) weltweit sichtbar zusammengestellt waren. Es inspirierte auch die deutsche Presse zu einem Gedenken an den „legendären Vater des Filmvorspanns“.